# Fumio Kishida
Fumio Kishida (岸田 文雄?, Kishida Fumio; Tokyo, 29 luglio 1957) è un politico giapponese, membro del Partito Liberal Democratico nonché primo ministro del Giappone dal 4 ottobre 2021 al 1º ottobre 2024.

## Biografia

### Primi anni e studi
Fumio Kishida è nato a Shibuya, Tokyo, il 29 luglio 1957. La sua famiglia era originaria di Hiroshima, dove tornavano insieme ogni estate. Molti membri della famiglia Kishida morirono a causa della bomba atomica lanciata dagli Stati Uniti durante la Seconda Guerra Mondiale e Fumio crebbe ascoltando le storie di alcuni sopravvissuti a quell'evento.
Sia il padre Fumitake Kishida che il nonno Masaki Kishida sono stati membri attivi della politica giapponese, hanno infatti fatto entrambi parte della Camera dei rappresentanti.
Kishida, a causa del lavoro del padre, ha passato parte della sua infanzia negli Stati Uniti, dove ha frequentato le scuole elementari nel quartiere Queens di New York. Rientrato successivamente in Giappone, ha terminato gli studi scolastici a Tokyo. Dopo varie richieste respinte nel tentativo di studiare presso l'Università di Tokyo, è stato ammesso all'Università di Waseda dove si è laureato in legge nel 1982.

### Carriera politica
Membro della Camera dei rappresentanti dal 1993, in precedenza ha ricoperto la carica di ministro degli affari esteri del Giappone dal 2012 al 2017 nei governi Abe II e Abe III.
Il 29 settembre 2021 ha vinto le elezioni primarie per la guida del partito PLD, diventandone presidente, subentrando a Yoshihide Suga. 
Sempre subentrando a Suga, diventa primo ministro del Giappone dal 4 ottobre 2021. Riconfermato nelle elezioni del 2021, con l'ottenimento di una comoda maggioranza di 261 seggi (solo del suo partito) su 465, seppur con una consistente perdita di 23 seggi rispetto alla precedente elezione, forma il governo Kishida II. 
Il 13 agosto 2024, in seguito ad alcuni scandali di appropriazione indebita da parte delle fazioni del suo partito e da altri scandali che hanno minato nel tempo la sua popolarità, Kishida ha annunciato che si sarebbe dimesso dalla carica di leader del partito PLD (e dunque anche da quella di Primo ministro) e non si sarebbe candidato più alle elezioni interne del 27 settembre 2024, venendo dunque sostituito nelle cariche da Shigeru Ishiba.

### Attentato di Wakayama
Il 15 aprile 2023 un uomo ha lanciato un ordigno esplosivo cilindrico verso Kishida poco prima dell'inizio di un comizio elettorale che avrebbe dovuto tenere nella città portuale di Wakayama.
L'ordigno è esploso dopo un breve ritardo durante il quale Kishida si è allontanato insieme alla scorta, rimanendo illeso. Ryuji Kimura, un giovane della prefettura di Hyōgo di 24 anni, è stato immediatamente fermato ed arrestato, grazie anche alle telecamere presenti che lo hanno ripreso mentre teneva in mano un presunto secondo ordigno cilindrico.

## Posizioni e idee politiche
Secondo gli analisti, Fumio Kishida non avrebbe deviato dalla linea dei suoi predecessori su difesa, diplomazia ed economia. Conservatore e nazionalista, sostiene il "neocapitalismo". Ha parlato a favore del rilancio delle centrali nucleari (tematica divenuta controversa in Giappone dopo l'incidente di Fukushima) e, vedendo la Cina come una minaccia, sostiene l'aumento delle spese militari nonché un rafforzamento dell'alleanza con gli Stati Uniti d'America. Conservatore sulle questioni sociali, si oppone alla legalizzazione del matrimonio omosessuale e al diritto delle donne sposate di mantenere il loro nome da nubile.

## Vita privata
Kishida è sposato dal 1988 con Yuko Kishida, figlia di un importante investitore giapponese, Kunijirō Wada, tramite matrimonio combinato. La coppia ha avuto tre figli.
È fan della squadra di baseball Hiroshima Toyo Carp.